# Hans Wißkirchen
Hans Wißkirchen (* 6. April 1955 in Düsseldorf) ist ein deutscher Literaturwissenschaftler und Museumsdirektor.

## Leben
Hans Wißkirchen studierte an der Universität Marburg Philosophie und Germanistik. Er wurde 1985 in Marburg mit einer Dissertation über Thomas Manns Quellen zum Zauberberg und Doktor Faustus zum Dr. phil. promoviert. Bis 1991 war Wißkirchen wissenschaftlicher Mitarbeiter der Universität Marburg. Seit 1991 war er am Buddenbrookhaus in Lübeck tätig und wurde ab 1993 dessen Leiter. Seit 2001 ist Wißkirchen Direktor der Kulturstiftung Hansestadt Lübeck, der 2006 neben ihren Häusern Buddenbrookhaus und Günter Grass-Haus die Leitung aller städtischen Museen in Lübeck unterstellt wurde.
Wißkirchen wurde 2006 zum Honorarprofessor der Universität zu Lübeck für Neuere Deutsche Literatur ernannt. Er ist Präsident der Deutschen Thomas Mann-Gesellschaft.
Ende 2022 ging er als Leitender Direktor der Lübecker Museen in den Ruhestand; zu seinem Nachfolger wurde Tilmann von Stockhausen berufen.

## Schriften
- Zeitgeschichte im Roman. Zu Thomas Manns „Zauberberg“ und „Doktor Faustus“. Bern 1986.
- Die Familie Mann. Reinbek 1999.
- mit Dietrich von Engelhardt: Thomas Mann und die Wissenschaften. Lübeck 1999.
- Dichter und ihre Häuser. Die Zukunft der Vergangenheit. Lübeck 2002.
- Thomas Manns „Tonio Kröger“. Wege einer Annäherung. Heide 2003 (mit Fotos von Walter Mayr).
- mit Thomas Sprecher: Thomas und Heinrich Mann im Spiegel der Karikatur. Paderborn 2003.
- mit Dietrich von Engelhardt: „Der Zauberberg“ – Die Welt der Wissenschaften in Thomas Manns Roman. Stuttgart/New York 2003.